# National League North
Ej att förväxla med divisionerna i basebollens National League.
National League North, tidigare kallad Conference North, är en division i fotboll i det engelska ligasystemet National League. National League North ligger på nivå sex i det engelska ligasystemet tillsammans med National League South, direkt under divisionen National League.

## Historia
Divisionen skapades 2004 som en del i en omfattande omorganisation av det engelska fotbollssystemet nedanför nivå fyra.

## Organisation
Klubbarna i divisionen kommer från norra England, Midlands, Suffolk och norra Wales.
Vinnaren flyttas automatiskt upp till National League tillsammans med vinnaren av ett playoff mellan klubbarna på plats två till sju. De sista tre klubbarna flyttas ned till Northern Premier League Premier Division, Southern Football League Premier Division eller Isthmian League Premier Division.
Klubbarna i divisionen går in i FA-cupen i den andra kvalificeringsomgången.

## Vinnare
| Säsong  | Divisionsvinnare   | Playoffvinnare       |
| ------- | ------------------ | -------------------- |
| 2004/05 | Southport          | Altrincham           |
| 2005/06 | Northwich Victoria | Stafford Rangers     |
| 2006/07 | Droylsden          | Farsley Celtic       |
| 2007/08 | Kettering Town     | Barrow               |
| 2008/09 | Tamworth           | Gateshead            |
| 2009/10 | Southport (2)      | Fleetwood Town       |
| 2010/11 | Alfreton Town      | Telford United       |
| 2011/12 | Hyde               | Nuneaton Town        |
| 2012/13 | Chester            | Halifax Town         |
| 2013/14 | Telford United     | Altrincham           |
| 2014/15 | Barrow             | Guiseley             |
| 2015/16 | Solihull Moors     | North Ferriby United |
| 2016/17 | Fylde              | Halifax Town         |
| 2017/18 | Salford City       | Harrogate Town       |
| 2018/19 | Stockport County   | Chorley              |